# Anna Gawrońska
Anna Gawrońska est une joueuse de football polonaise née le 24 mars 1979. Elle évolue au poste d'attaquante au Medyk Konin, où elle est capitaine, ainsi qu'en équipe de Pologne depuis 2002.

## Palmarès

### En club
- Vainqueur de la Coupe de Pologne en 2005, 2006, 2008 et 2013

### Distinctions personnelles
- Meilleure buteuse du championnat 2005/2006 (11 buts) avec le Medyk Konin
- Meilleure buteuse du championnat 2007/2008 (25 buts) avec le Medyk Konin[2].
- Meilleure buteuse du championnat 2015-2016 (23 buts) avec le Medyk Konin